# Società italiana nailon
La Società italiana nailon S.p.A. è stata la controllata della Montefibre (gruppo Montedison) operante nel settore della produzione di fibre poliammidiche in posizione dominante sul mercato italiano.

## Storia

### Origini
A sua volta la Montefibre era nata come la concentrazione delle società del gruppo Montedison. Tanto la Rhodiatoce che la Châtillon avevano unità produttive nel settore poliammidico: in particolare la Rhodiatoce aveva da anni il monopolio del nylon 6,6 (conosciuto con il marchio commerciale Nailon), mentre la Châtillon aveva una forte posizione nel nylon 6.
Venuta a crearsi una situazione di grave crisi del settore, la Montefibre decise di ristrutturarsi, alla fine del 1981, divenendo una sorta di holding e creando una serie di società figlie monoprodotto che facevano capo alle precedenti divisioni operative: quella che si doveva occupare del settore delle fibre poliammidiche tessili assunse il nome di  Società italiana nailon S.p.A., con un capitale sociale di 15 miliardi di lire e 2.400 dipendenti, che operava insieme alla Taban S.p.A., società specializzata nella produzione di resine poliammidiche e acetato di cellulosa.
Le unità produttive si trovavano a Pallanza (unico stabilimento a produrre nylon 6,6) e a Ivrea (principale produttore di nylon 6), oltre a una consociata francese che nello stabilimento di Remiremont produceva nylon ad alto modulo per pneumatici. Il quadro degli interessi nel settore si completava con un polo produttivo a Castrovillari, (società Inteca ed Andrèe), specializzate nella trasformazione tessile dei filati in filati testurizzati, e in una piccola azienda a Rancio Valcuvia, la Torcitura di Rancio.

### Il disinteresse della Montefibre nel settore delle poliammidi
L'operazione, però, si mostrò subito come insostenibile: dopo soli 2 anni (1983) la Montefibre avviò un ulteriore processo di riordino e cedette perfino l'esclusiva sui prodotti, ricevendo in cambio una maggior quota per la produzione delle fibre poliacriliche (settore inquadrato nella Società italiana prodotti acrilici) e delle fibre poliestere (settore inquadrato nella Società italiana poliestere). Ciò portò al blocco delle produzioni nell'autunno del 1983.

### La liquidazione della società
Il CIPI (Comitato interministeriale per la politica industriale) aveva ribadito, nel maggio dello stesso anno, che il nylon doveva essere prodotto esclusivamente negli stabilimenti di Pallanza e di Ivrea; ci furono altri tentativi del governo per indurre la Montefibre a ritirare il progetto di disimpegno dal settore in questione, ma tutto cadde nel vuoto e gli stabilimenti vennero dismessi definitivamente, creando problemi occupazionali non indifferenti e oggetto anche di dibattiti parlamentari.
La società venne posta definitivamente in liquidazione dalla Montefibre nel 1985. 

## Strascichi giudiziari
Dopo molti anni dalla chiusura dell'attività produttiva la tematica delle malattie professionali per uso di amianto è stata affrontata nelle aule giudiziarie 